# Miniodes maculifera
Miniodes maculifera là một loài bướm đêm trong họ Noctuidae.